# X86-64
x86-64 (x86_64, x64, AMD64, Intel 64) — 64-бітова архітектура мікропроцесора і відповідний набір інструкцій, розроблені компанією AMD. Це розширення архітектури x86 з повною зворотною сумісністю. Набір інструкцій x86-64 було впроваджено компанією AMD на процесорах для серверних платформ серії Opteron у квітні 2003 року, для процесорів домашнього використання, починаючи із процесорів серії  Athlon 64 у вересні 2003 року. Всі подальші моделі процесорів (Athlon 64 FX, Athlon 64 X2, Phenom, Turion 64, а також пізнішні моделі Sempron) також були оснащені цим набором інструкцій. Цей набір інструкцій був ліцензований основним конкурентом AMD — компанією Intel (з незначними доповненнями) під назвою Intel 64 (раніше відомі як Em64t і Ia-32e) в пізніх моделях процесорів Pentium 4, Core 2, Xeon та інших. Корпорації Microsoft і Sun Microsystems використовують для позначення цього набору інструкцій термін «x64», проте каталог з файлами для архітектури в дистрибутивах Microsoft називається «amd64» (для порівняння: назва «i386» використовується для архітектури IA-32, оскільки першим процесором цієї архітектури був Intel 80386).

## Архітектура і система команд
Архітектура вводить дві нові особливості:
1. Розширені регістри:
  - 8 регістрів спільного призначення (R8 — R15);
  - всі 16 регістрів спільного призначення 64-бітні;
  - 8 нових 128-бітних регістрів SSE (XMM8 — XMM15);
  - новий командний префікс (REX) для доступу до розширених регістрів.
2. Спеціальний режим «Long mode»:
  - до 64-біт віртуальних адрес;
  - 64-бітні вказівки команд (RIP);
  - плоский (flat) адресний простір.

## Історія створення
AMD64 було створено як альтернативу до архітектури IA-64, що розвивалась компаніями Intel та HP. Анонсовано архітектуру ще в 1999 році з повною специфікацією в серпні 2000. AMD64 з самого початку позиціювалась як еволюційний шлях додавання 64-розрядних обчислювальних можливостей до існуючої архітектури х86, на відміну від підходу Intel, що створювала абсолютно нову архітектура IA-64.
Першим процесором, що підтримував цю технологію був AMD Opteron, який був випущений в квітні 2003 року.

## Недоліки архітектури
Однією з особливостей роботи з 64-розрядними регістрами є «затирання» їх верхньої половини командами, які оперують з 32-розрядними операндами. Наприклад, від послідовності
```
   
mov
 
eax
,
 
0
F0F0AABBh

   
shl
 
rax
,
 
32
        
; Тепер RAX = F0F0AABB00000000h

   
mov
 
eax
,
 
2

```

програміст може очікувати, що регістр RAX міститиме значення F0F0AABB00000002h. Однак це не так: значення RAX після наведеної послідовності операцій дорівнює 2, оскільки команда mov з 32-розрядним операндом обнулює всі верхні біти (таким чином, її поведінка стає аналогічною команді movzx). Дана поведінка процесора є повністю протилежною до випадку роботи з 32-бітними регістрами і їх половинками, де верхня половина значення завжди зберігається:
```
   
mov
 
ax
,
 
0
F0F0h

   
shl
 
eax
,
 
16
        
; Тепер EAX = F0F00000h

   
mov
 
ax
,
 
2
          
; Тепер EAX = F0F00002h, як і очікувалося

```

Значних недоліків 64-х бітна архітектура в 32-бітну не внесла.
Варто зазначити лише:
- трохи збільшені вимоги програм до пам’яті зумовлені збільшенням адрес і операндів;
- відсутнє суттєве збільшення продуктивності: при перекомпіляції програм можна очікувати приріст лише в межах 5-15%;
- збільшені вимоги до місця на жорсткому диску 64-х бітними ОС: системі потрібно зберігати окремо 64-х та 32-х бітні бібліотеки для забезпечення сумісності.

## Назви
Існує декілька варіантів назв цієї технології, які, деколи, приводять до плутанини і можуть ввести користувача в оману.
- x86-64. Первинний варіант. Саме під цією назвою фірмою AMD була опублікована перша попередня специфікація.
- AA-64. Так архітектуру охрестив популярний неофіційний довідник sandpile.org (внісши інформацію практично відразу після публікацій першої попередньої специфікації) за аналогією з Ia-64, і що як і раніше так її називає, як AMD Architecture 64.
- Hammer Architecture. Інколи зустрічалася назва по перших ядрах процесорів, що розроблялися, отримали назви Clawhammer (обценьки) і Sledgehammer (кувалда) інколи званих просто Hammer (молоток).
- Amd64. Після випуску перших Hammer'ів в назві архітектури з'явилася назва фірми-розробника Advanced Micro Devices. Зараз є офіційним для реалізації AMD.
- Yamhill Tehnology. Перша назва реалізації технології від Intel. Інколи згадувалася назва CT (Clackamas Technology).
- EM64T. Перша офіційна назва реалізації Intel. Розшифровувалося як Extended Memory 64 Technology.
- IA-32E. Інколи зустрічалося спільно з EM64T, частіше для позначення довгого режиму, який в документації Intel називається «Режимом IA-32E».
- Intel 64. Поточна офіційна назва архітектури Intel. Поступово Intel відмовляється від найменувань IA-32, IA-32E і EM64T на користь цієї назви, яка тепер є єдиною офіційною для цієї архітектури.
- x64 Офіційна назва версій операційних систем Windows і Solaris, також використовувана як назва архітектури фірмами Microsoft і Sun Microsystems.

## Відмінності між AMD64 і Intel 64
- Робота інструкцій BSF і BSR у Intel 64 відрізняється від AMD64, у випадку коли джерело дорівнює нулю, а розмір операнда 32 біти. Процесор Intel встановлює прапор «нуль» і залишає верхні 32 розряди цілі невизначеними.
- Формат оновлення мікрокоду, а також регістри MSR, пов'язані з мікрокодом, відрізняються у AMD64 і Intel 64. Intel зберігає схему оновлення мікрокоду такою ж, як вона була у їх 32-розрядних процесорах.
- Intel 64 не має деяких регістрів MSR, які вважаються архітектурно важливими у AMD64, зокрема: SYSCFG, TOP_MEM, TOP_MEM2.
- Інструкції SYSCALL/SYSRET у Intel 64 працюють лише у 64-розрядному режимі (не працюють у режимі сумісності),[2]:4-397 натомість інструкції SYSENTER/SYSEXIT дозволені у обох режимах.[2]:4-400 AMD64 не підтримує SYSENTER/SYSEXIT у обох підрежимах long mode.[3]:33
- У 64-розрядному режимі ближні переходи з префіксом 66H (англ. operand size override) діють по-різному: Intel 64 ігнорує даний префікс і команда має 32-розрядние зміщення зі знаком, а вказівник інструкції не відсікається. У AMD64 зміщення 16-розрядне, а верхні 48 розрядів вказівника інструкцій процесор очищує.
- Процесори AMD при виконанні інструкцій FLD або FSTP над 80-розрядним значенням NaN призводять до виняткової ситуації обробки чисел з рухомою комою, в той час як процесори  Intel таку ситуацію не спричиняють.
- У Intel 64 відсутня можливість збереження і відновлення зменшеного варіанту стану співпроцесора рухомої коми (за допомогою інструкцій FXSAVE і FXRSTOR).
- У процесорах AMD, починаючи з Opteron Rev. E і Athlon 64 Rev. D, знову з'явилася обмежена підтримка сегментації за допомогою біту Long Mode Segment Limit Enable (LMSLE). Дане нововведення призначалося «для полегшення віртуалізації гостьового 64-розрядного коду».[4][5]
- При поверненні інструкцією SYSRET, якщо адреса неканонічна, процесори AMD64 викликають обробник general protection fault[en] з рівнем привілеїв 3,[6] в той час як процесори Intel 64 викликають його з рівнем привілеїв 0.[2]:4-412

## x86S
x86S — запропонована 2023-го року фірмою Intel подальша еволюція системи команд x86-64, спрямована на спрощення і відмову від застарілих режимів і особливостей процесора. Запропоновано вилучити підтримку 16- і 32-розрядних операційних систем, але 32-розрядні програми користувача зможуть виконуватися у 64-розрядному режимі ОС. Важливою зміною є початкове завантаження процесора — воно відбуватиметься одразу у 64-розрядному режимі (на відміну від «класичного» завантаження x86 у 16-розрядному «реальному» режимі. Також з'явиться можливість активування 5-рівневих таблиць сторінок пам'яті без попереднього перемикання у режим з вимкненими сторінками.
Запропоновано вилучити наступні особливості і режими:
- Шлюзи сегментації
- 32-розрядне кільце захисту (VT-x більше не емулюватиме даний режим)
- Кільця захисту 1 та 2
- Доступ до портів вводу/виводу з кільця 3. Іншими словами, програми користувача не зможуть виконувати інструкції IN / OUT
- «Рядкові» інструкції вводу/виводу INS та OUTS
- Реальний режим (включно з так званим unreal mode), 16-розрядний захищений режим, режим віртуального 8086[en]
- 16-розрядний режим адресування (так званий «unrestricted guest mode» вилучається з VT-x)
- Підтримку контролера переривань Intel 8259 (єдиний контролер переривань, що підтримуватиметься процесором, буде X2APIC)
- Деякі біти режимів операційної системи, які не використовуються

На думку Intel, ці зміни логічно слідують за вилученням підтримки керування адресною лінією A20 (2008 рік), і вилученням підтримки 16- і 32-розрядних ОС у firmware Intel (2020 рік). Підтримка застарілих ОС у нових процесорах реалізовуватиметься за допомогою віртуалізації.